# 苏萨罗图书馆

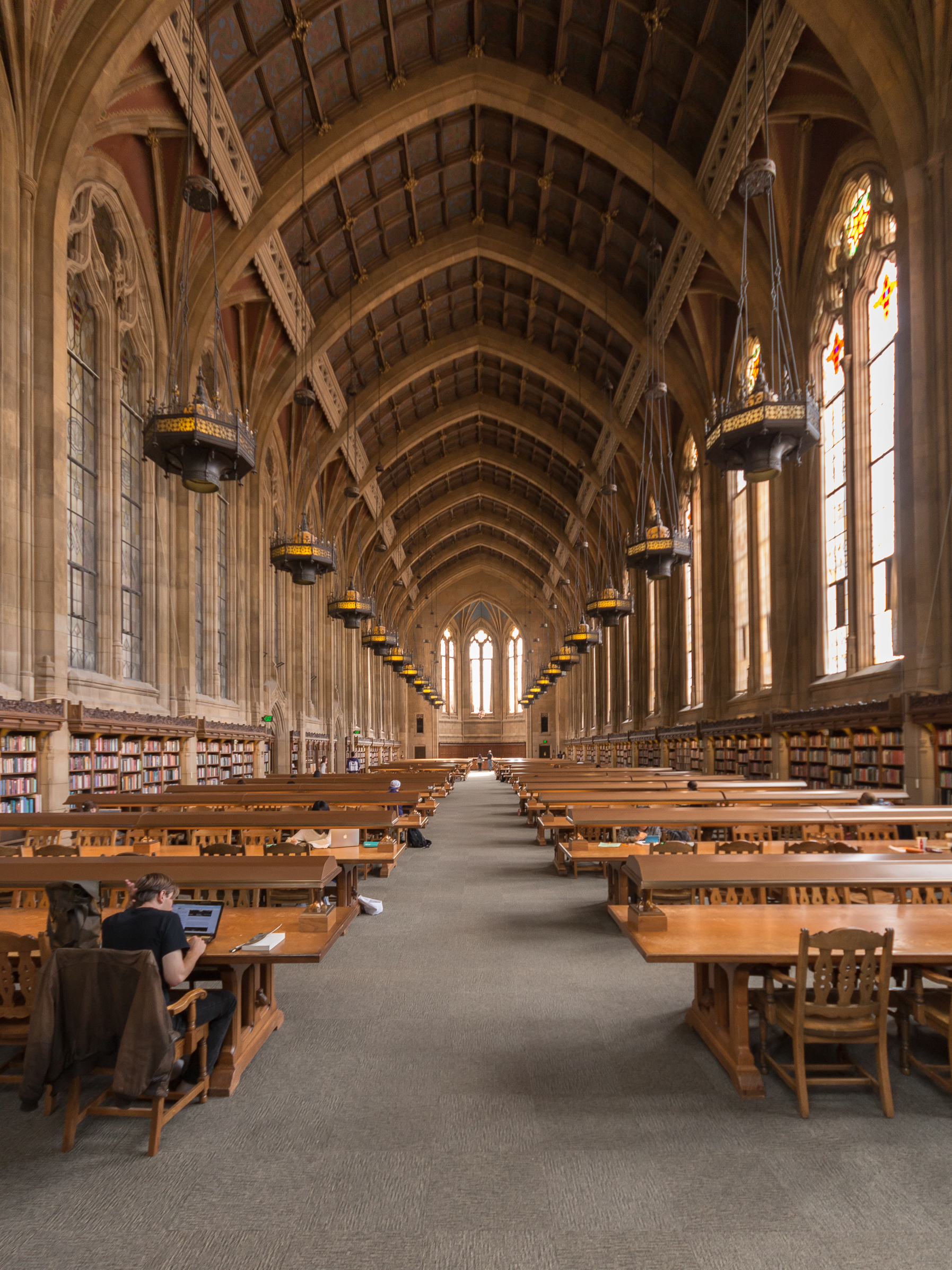
圖書館內的閱覽室

苏萨罗图书馆（Suzzallo Library）是華盛頓大學的主圖書館。這棟學院哥特式建築位於美國華盛頓州西雅圖，是該大學的地標。其名來自前華盛頓大學校長亨利·蘇薩羅（1915-1926在任），而該大學的第一期工程也完成于蘇薩羅卸任的那一年，但1933年蘇薩羅去世之後為了紀念這位老校長才改名為蘇薩羅圖書館。整棟建築到1963年才完工。1990年擴建。

## 外部連接
- Suzzallo and Allen Libraries （页面存档备份，存于）
  - Monographic Services Division （页面存档备份，存于）
- Paula Walker, "Suzzallo Library: Architecture and History", 1998